# Cantó de Mont-Saint-Vincent
El cantó de Mont-Saint-Vincent és un cantó francès del departament de Saona i Loira, situat al districte de Chalon-sur-Saône. Té 10 municipis i el cap és Mont-Saint-Vincent.

## Municipis
- Genouilly
- Gourdon
- Marigny
- Mary
- Mont-Saint-Vincent
- Le Puley
- Saint-Clément-sur-Guye
- Saint-Micaud
- Saint-Romain-sous-Gourdon
- Vaux-en-Pré

## Història
| Data d'elecció                           | Identitat                    | Partit                                     | Qualitat |
| ---------------------------------------- | ---------------------------- | ------------------------------------------ | -------- |
| 1949-1961                                | M. Grandjean                 | Divers gauche, després centrista           |          |
| 1961-1979                                | Jean de Labretoigne du Mazel | Divers droite, després CDP, després UDF    |          |
| 1979-                                    | Jean Girardon                | MRG, després UDF, després UMP, després UDI |          |
| les dades anteriors no són pas conegudes |                              |                                            |          |
|                                          |                              |                                            |          |

## Demografia
| A partir de 1990: Població sense dobles comptes |